# The Hot Rock
The Hot Rock is een Amerikaanse komische heistfilm uit 1972 van Peter Yates. Het scenario van William Goldman is gebaseerd op het gelijknamige boek van Donald E. Westlake over een juwelenroof die maar niet wil lukken.

## Verhaal
John Dortmunder en zijn kompanen Kelp, Murch en Greenberg krijgen van Amusa, een Afrikaans politicus de opdracht een enorme diamant, die aan zijn volk zou toebehoren, te stelen uit een New Yorks museum. Dortmunder bedenkt een ingewikkeld plan dat lijkt te lukken, maar wanneer ze proberen te ontkomen krijgen de museumwachters Greenberg te pakken. Voordat de politie hem kan arresteren slikt hij de diamant in. De anderen zien zich verplicht om de diamant opnieuw te stelen...

## Rolverdeling
| Acteur         | Personage                                   |
| -------------- | ------------------------------------------- |
| Robert Redford | Dortmunder                                  |
| George Segal   | Kelp                                        |
| Ron Leibman    | Murch                                       |
| Paul Sand      | Greenberg                                   |
| Moses Gunn     | Dr. Amusa                                   |
| Zero Mostel    | advocaat Abe Greenberg, vader van Greenberg |
| Charlotte Rae  | moeder Murch                                |